# Zelenîi Hai, Semenivka
Zelenîi Hai (în ucraineană Зелений Гай) este un sat în comuna Ivanivka din raionul Semenivka, regiunea Cernihiv, Ucraina.

## Demografie
Componența lingvistică a localității Zelenîi Hai
     Ucraineană (73,68%)
     Rusă (26,32%)
Conform recensământului din 2001, majoritatea populației localității Zelenîi Hai era vorbitoare de ucraineană (73,68%), existând în minoritate și vorbitori de rusă (26,32%).